# Kabardinere
Kabardinere er en officielt anerkendt mindretalsnationalitet i Rusland. Oprindeligt er de en af de mest talrige tjerkesserstammer. Grænserne for Republikken Kabardino-Balkarien og den historiske stammes område er ikke helt ens, der er også nogle stammefolk i Kabarda, der tilhører andre tjerkessiske nationaliteter i Rusland og mange stammefolk i den tjerkessiske diaspora i Tyrkiet og andre mellemøstlige stater. Ifølge folketællingen fra 2010 boede der 516.826 i Rusland.